# Tor kolejowy

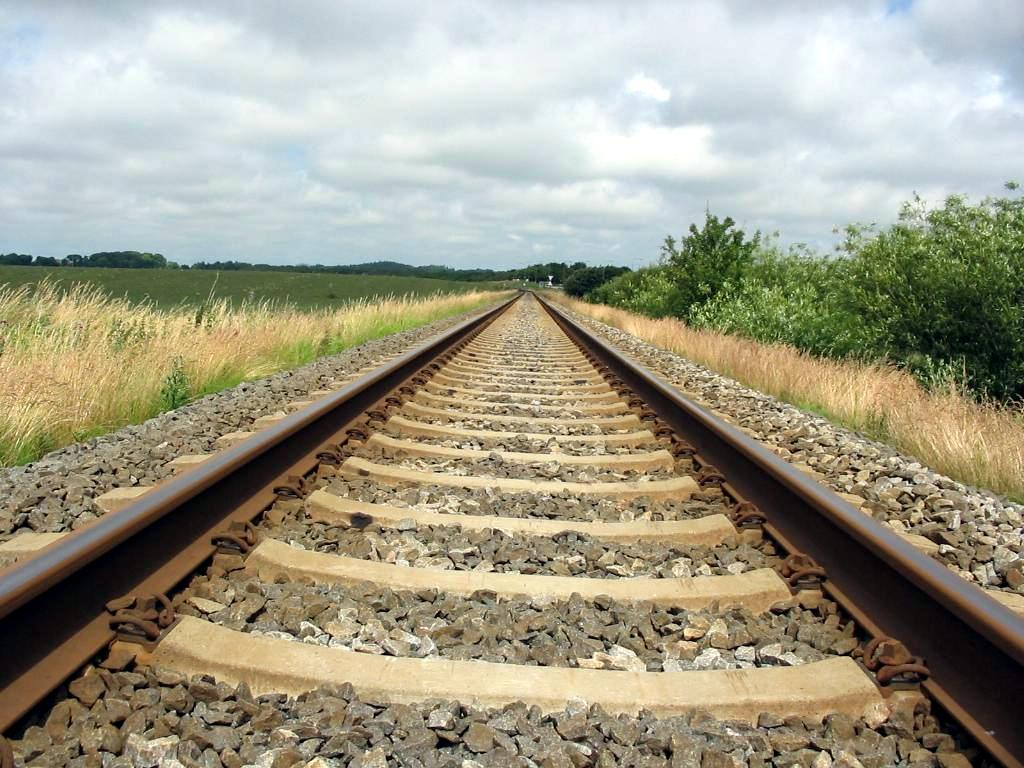
Tor kolejowy o szerokości 1435 mm

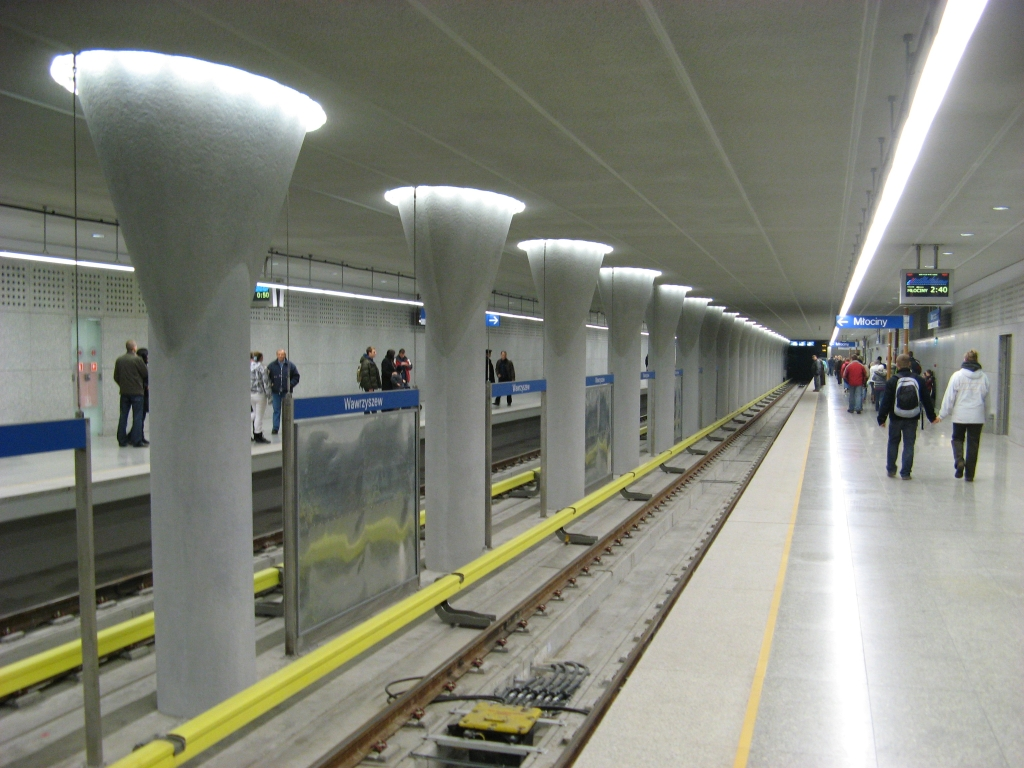
Tory metra na stacji Wawrzyszew Metra Warszawskiego

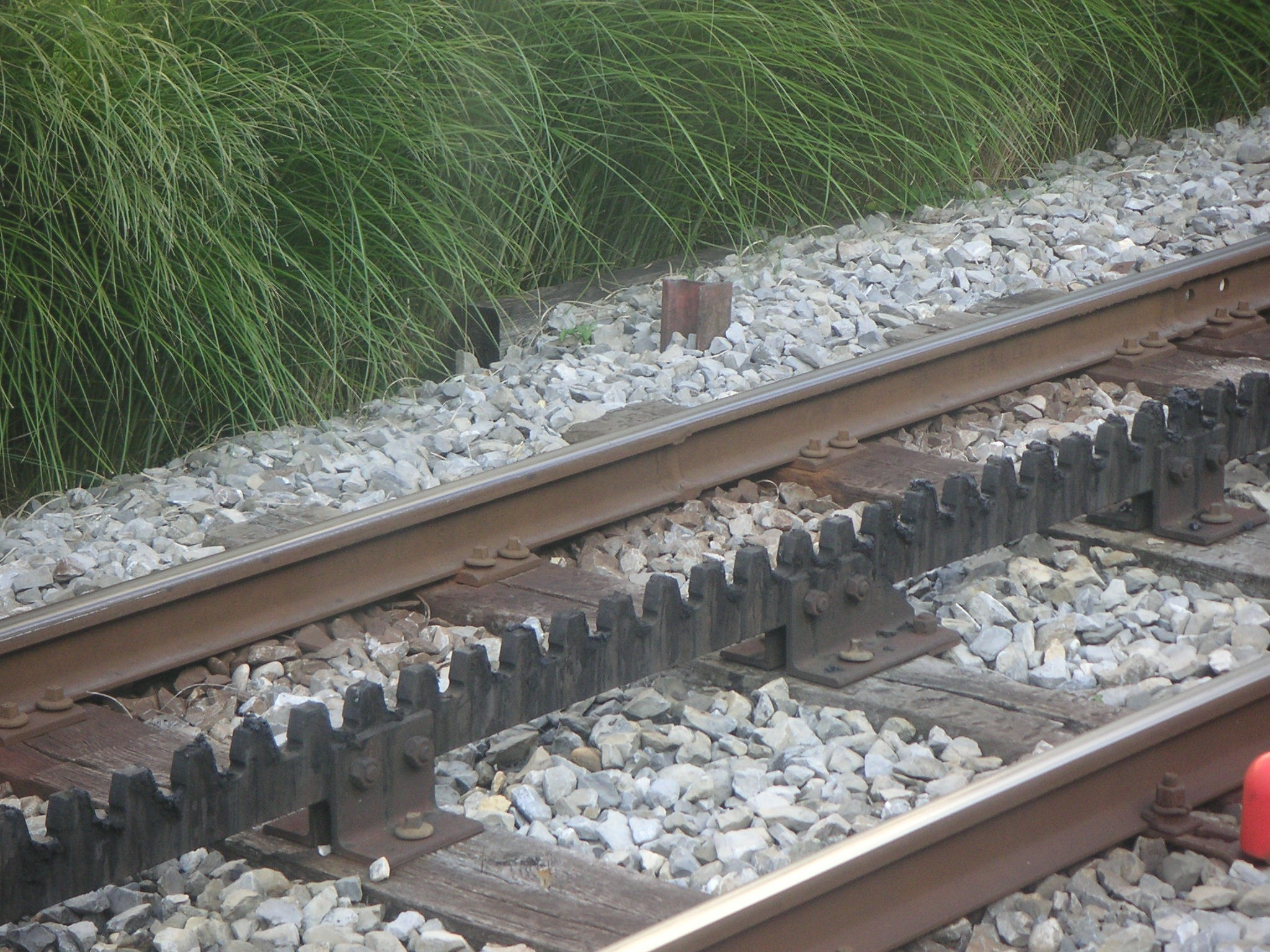
Tor z trzecią szyną zębatą

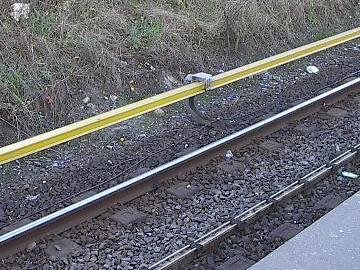
Tor z trzecią szyną zasilającą

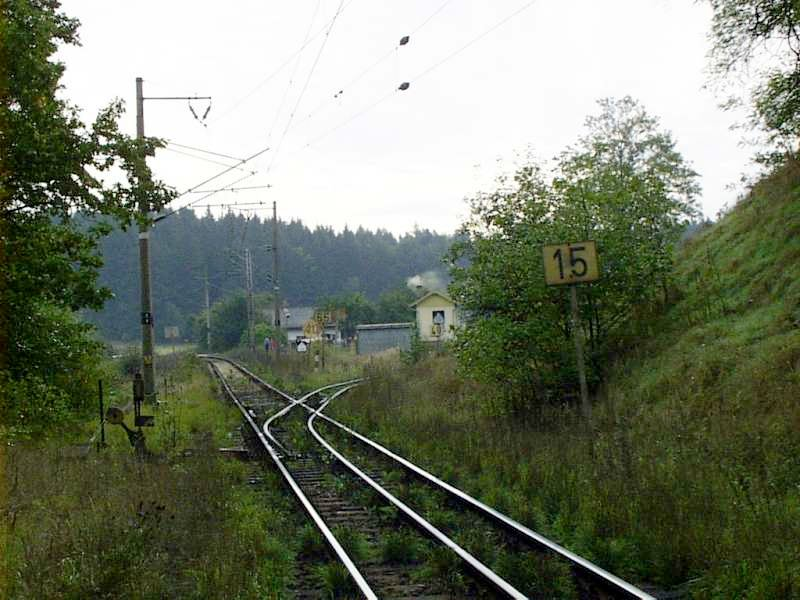
Splot torów różnej szerokości

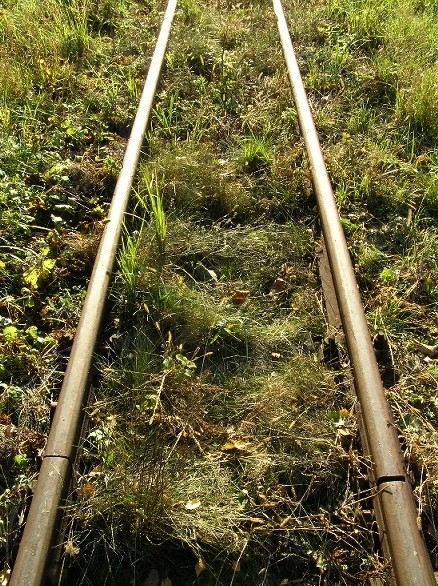
Tor kolejowy o szerokości 750 mm

Tor – dwie szyny podtrzymujące i prowadzące koła pojazdów szynowych, ułożone na podkładach lub zainstalowane w specjalnej płycie betonowej, w określonej odległości od siebie, służą jako droga kolejowa, droga tramwajowa lub metro. Tor ułożony jest na podtorzu.

## Szerokości torów

### Szerokość standardowa (normalnotorowa)
Szerokość toru to rozstaw szyn.
Szerokość standardowa toru kolejowego, mierzona między główkami szyn, wynosi 1435 mm (14 mm poniżej powierzchni tocznej główek szyn). Jest to rozmiar ustanowiony przez jednego z pionierów kolejnictwa – George’a Stephensona (podobno taki rozstaw kół miały rzymskie kwadrygi), a obowiązuje do dziś w większości państw, w tym także w Polsce. Szerokość ta równa jest 4 stopy 8 i pół cala w angielskim systemie miar.
W Finlandii używana jest szerokość 1524 mm (5 stóp), podobnie w Rosji oraz niektórych państwach powstałych po rozpadzie ZSRR jest stosowana szerokość 1520 mm. W Polsce znajduje się najdalej na zachód wysunięta linia kolejowa o tej szerokości toru (niemal 395 km), łącząca Polskę z systemami kolejowymi Ukrainy i Rosji; linia ta została wybudowana w latach siedemdziesiątych XX wieku przy okazji budowy Huty Katowice. Nosiła pierwotnie nazwę Linii Hutniczo-Siarkowej, a obecnie funkcjonuje jako Linia Hutnicza Szerokotorowa.
Trzy inne państwa europejskie również używają torów szerszych od normalnych. W Irlandii używa się torów o szerokości 1600 mm (5 stóp i 3 cale). W Portugalii obowiązywała szerokość 1664 mm, w Hiszpanii – 1672 mm (obecnie w obydwu używa się zunifikowanej szerokości 1668 mm).
Każdy tor o szerokości większej od 1435 mm nazywa się torem szerokim, a mniejszej – torem wąskim. Uwaga: w niektórych państwach, m.in. w Japonii i w RPA, szerokość 1067 mm (3 i pół stopy) uważa się za normalną.
Tory szerokie wymagają większych promieni łuków, tory wąskie - mniejszych. Stąd wąskie tory są wskazane w trudnych terenach, np. w terenie górzystym lub leśnym. 
Szerokość nominalna toru to odległość między główkami szyny mierzona 14 mm poniżej górnej powierzchni główki szyny na odcinkach prostych i w łukach o promieniu nie mniejszym od 250 m. Ponieważ na kolei nie stosuje się mechanizmu różnicowego, problem przebywania różnej drogi przez koła na łukach rozwiązano w ten sposób, że średnica kół zmniejsza się na zewnątrz – na łukach wewnętrzne koło opiera się na szynie częścią o mniejszej średnicy. Aby to umożliwić, szyny oddala się o:
| Promień [m]   | Poszerzenie [mm] |
| ------------- | ---------------- |
| R ≥ 250       | 0                |
| 200 ≤ R < 250 | 10               |
| 160 ≤ R < 180 | 20               |
| R < 160       | 25               |

Uwaga: dane dla toru o szerokości 1435 mm.
Czasami stosuje się w konstrukcji toru trzecią szynę o różnym przeznaczeniu. W Szwajcarii jest wiele linii z trzecią szyną zębatą, dzięki której pociągi mogą pokonywać ostre wzniesienia. W San Francisco w zagłębieniu między szynami znajduje się lina, na której zaciskają się kleszcze tramwaju zwanego cablecar, który nie ma silnika.
Trzy lub cztery szyny, przeważnie na wspólnych podkładach, występują w splocie, ale w danej chwili ruch pociągu odbywa się tylko po dwóch szynach.
Wyjątkowo ruch odbywa się po większej liczbie szyn – np. działo kolejowe Dora po zmontowaniu poruszało się po dwóch równoległych torach (czterech szynach).
Francuzi projektowali ciężki pociąg pancerny poruszający się po dwóch równoległych torach, ale zaniechali prac nad nim ze względów praktycznych.

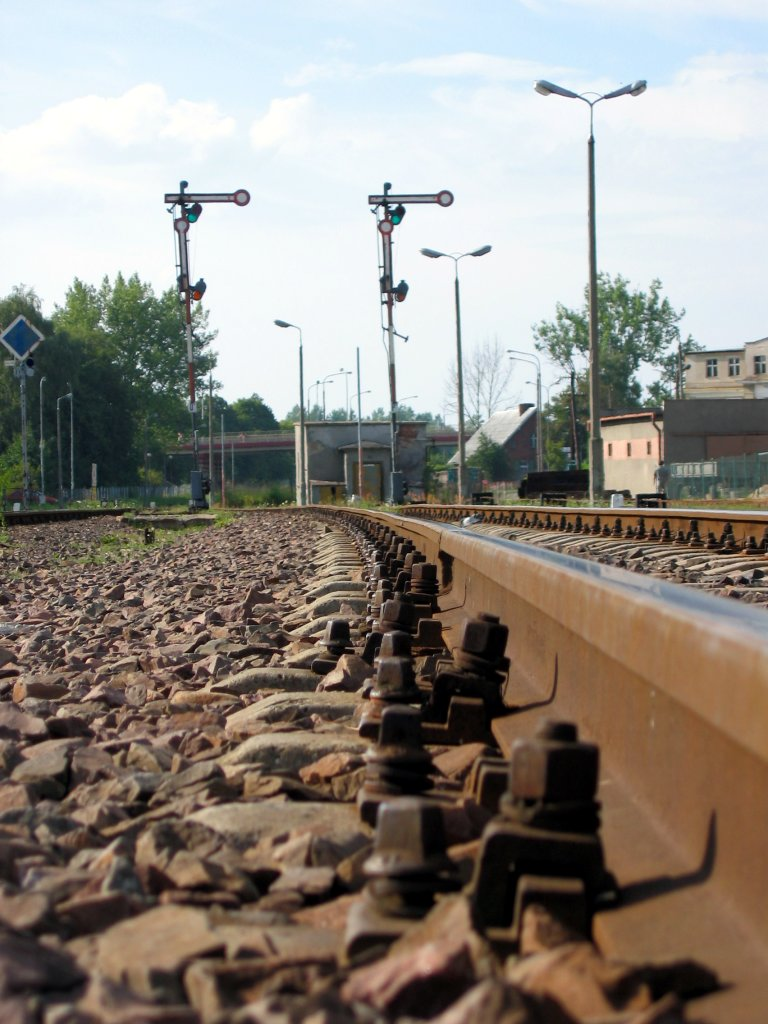
Tory kolejowe, w tle semafory kształtowe

## Połączenia i skrzyżowania torów
Połączenia torów umożliwiają przejazd pojazdów z jednego toru na inny. Zalicza się do nich rozjazdy, obrotnice i przesuwnice.
Skrzyżowanie torów to przecięcie się w jednym poziomie dwóch torów bez możliwości przejazdu z jednego toru na drugi. Szczególnym przypadkiem skrzyżowania torów są sploty torów stosowane na stacjach na których stykają się tory o różnych szerokościach.